# Escala gráfica

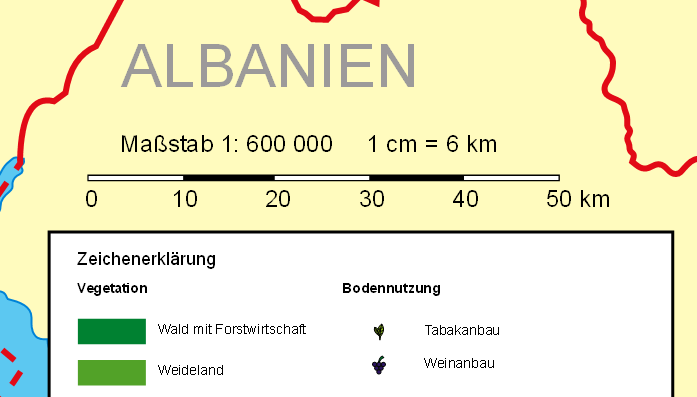
Una escala local que muestra que un centímetro en el mapa corresponde a seis kilómetros

La escala gráfica es la representación dibujada en un mapa, carta náutica o un plano con escala unidad por unidad, donde cada segmento muestra la relación entre la longitud de la representación y la de la realidad.
Se representa mediante una línea recta graduada, dividida en partes iguales, en la cual la unidad de medida representa la longitud o distancia en la realidad, y muestra cuantas unidades en la realidad equivalen a unidades del dibujo.

## La Historia de la escala gráfica.
La primera representación de una escala gráfica la encontramos en la Carta pisana de finales del siglo XIII, su forma consiste en un círculo sobre el que se dibuja uno de sus radios, que se subdivide en partes iguales, correspondiendo cada una de estas subdivisiones a una distancia a escala que no está expresada numéricamente.
A partir de 1318 el diseño ha evolucionado con la sustitución del círculo por una barra estrecha, situada en las orillas de los mapas, que puede ser horizontal o vertical, que se denomina tronco de leguas, en ellas se sigue prescindiendo de la expresión numérica de la escala de representación que necesariamente estaba implícita y que las modernas investigaciones han situado en unidades de 50 millas de forma invariable para todos los mapas portulanos.
.